# Бойкова Ганна Петрівна
Ганна Петрівна Бойкова (нар. 12 червня 1918, місто Петроград, тепер Санкт-Петербург, Російська Федерація — 31 січня 2001, місто Санкт-Петербург, Російська Федерація) — радянська діячка, 2-й секретар Ленінградського міського комітету КПРС, 1-й заступник голови виконавчого комітету Ленінградської міської ради депутатів трудящих. Депутат Верховної ради Російської РФСР 5—7-го скликань, член Президії Верховної ради Російської РФСР 5—6-го скликань. Член Центральної Ревізійної Комісії КПРС у 1956—1966 роках.

## Життєпис
У 1940 році закінчила Псковський педагогічний інститут імені Кірова.
Член ВКП(б) з 1940 року.
У 1940—1943 роках — викладач, директор середньої школи міста Ленінграда; завідувачка районного відділу народної освіти в Марійській АРСР.
З 1943 року — на партійній роботі.
У 1949 році закінчила Вищу партійну школу при ЦК ВКП(б).
У 1954—1956 роках — 1-й секретар Куйбишевського районного комітету КПРС міста Ленінграда.
У 1956—1963 роках — 2-й секретар Ленінградського міського комітету КПРС.
У 1963—1967 роках — 1-й заступник голови виконавчого комітету Ленінградської міської ради депутатів трудящих.
Потім — персональний пенсіонер в місті Ленінграді (Санкт-Петербурзі).
Померла 31 січня 2001 року в місті Санкт-Петербурзі.

## Нагороди і звання
- два ордени Леніна (21.06.1957, 7.03.1960)
- орден «Знак Пошани» (16.11.1955)
- медалі